# 平岩外四
平岩 外四（ひらいわ がいし、1914年（大正3年）8月31日 - 2007年（平成19年）5月22日）は、愛知県常滑市出身の財界人、経営者。東京電力会長、第7代日本経済団体連合会（経団連）会長（在任、1990年（平成2年）12月21日 - 1994年（平成6年）5月27日）。
1987年（昭和62年）に名誉大英帝国勲章KBE受勲。1997年（平成9年）、レジオンドヌール勲章受勲。2006年（平成18年）秋の叙勲にて桐花大綬章を受章。

## 来歴
6歳で父親を亡くし、母親に育てられる。愛知県立第七中学校（現・愛知県立半田高等学校）の入学祝いに母親から夏目漱石全集を贈られる。一族から大学進学を反対されるが、母親が反対を押し切り、旧制第八高等学校を経て東京帝国大学法学部法律学科へと進学させた。1939年（昭和14年）に大学を卒業。文学青年であり、「ひどく大きな会社で、これなら倒産の心配もなく、安心して小説が読める」と思い、東京電燈に入社した。入社試験を受けるまで、何をしている会社か知らず、関心もなかったという。
1941年（昭和16年）太平洋戦争で陸軍に召集される。配属されたニューギニア戦線でジャングルを敗走し、飢えと熱病のため、平岩のいた隊は107名中、最後には生存者7名という地獄の体験をする。この体験は、平岩に人生を達観させる契機となった。
終戦後会社に戻り、そこで木川田一隆の目にとまり、平岩は木川田を「経営についても人生についても終生の師」と尊敬するようになる。
1971年（昭和46年）常務、1974年（昭和49年）副社長を経て、1976年（昭和51年）10月東京電力社長に就任する。1984年（昭和59年）6月社長を退き、会長に就任した。1993年（平成5年）に相談役に就く。
1977年（昭和52年）以降、電気事業連合会会長、国家公安委員会委員、経済審議会会長、産業構造審議会会長、宮内庁参与に起用、なお参与は2006年（平成18年）5月まで務め、天皇・皇后の助言役を務めた。
財界活動では、1978年（昭和53年）に経団連副会長に就任した。早くから、将来の経団連会長と嘱望されていたが、1986年（昭和61年）の経団連会長人事の際、新日本製鐵社長の斎藤英四郎に会長の座を譲った形となり、無欲さを賞賛された反面、財界には平岩人気から一部に不満が残った。
1990年（平成2年）経団連会長に就任した。就任早々、証券金融スキャンダルを受けて経団連企業行動憲章を制定し、企業モラルの確立を図った。また、バブル経済崩壊後の景気低迷を受けて、対日直接投資拡大、輸入促進ならびに輸入関連規制緩和のための緊急提言を行ったり、「アジア隣人会議」を開催してアジア経済の一体化、投資促進などを各国の経済界代表とともに話し合った。
1992年（平成4年）の宮澤内閣のときに、邦銀の不良債権処理のための公的資金投入に経団連会長として「そんなことは考えることもできません」と反対している。
1993年（平成5年）には細川内閣で規制改革を議論する経済改革研究会の座長に就任。11月には通称「平岩リポート」と言われる規制改革推進の報告書を公表する。
1994年（平成6年）5月27日に会長職を退任し、名誉会長に。
2002年（平成14年）9月には東京電力原発トラブル隠し事件の影響もあっていったん退いたが、2006年（平成18年）4月に復帰した。
2007年（平成19年）5月22日午前10時56分、心不全のため東京都内の病院で死去した。92歳没。叙・従二位。

## 人物
財界随一の読書家でもあった。保有していた約42000冊の書籍は、没後に東京電力に寄贈され、東京電力総合研修センター内（東京都日野市）に寄贈書籍を収蔵した「平岩文庫」が開設された。
最晩年には城山三郎と共著で『人生に二度読む本』（講談社、2005年）を出版した。
出身地の常滑市から名誉市民の称号が贈られている。

## 著作

### 共著
- 平岩外四・城山三郎『人生に二度読む本』 講談社 2009年 ISBN 4062764210
- 平岩外四・林繁之『安岡正篤 人生の法則』 致知出版社 2005年 ISBN 4884747097
- 鈴木治雄・伊藤淳二・諸井虔・平岩外四・橋口収・堤清二 『企業人の読書日記』図書出版社 1990年 ISBN 4809901491